# Сэлмон, Джастин
Джастин Сэлмон (швед. Justin Salmon; род. 25 января 1999, Стокгольм) — либерийский и шведский футболист, полузащитник национальной сборной Либерии.

## Клубная карьера
Начал заниматься футболом в «Броммапойкарне». На юношеском уровне выступал также в «Соллентуне» и «Эскильстуне». Профессиональную карьеру начал в клубе «Эскильстуна Сити». 5 июня 2017 года дебютировал за основную команду во втором дивизионе Швеции, появившись в стартовом составе на игру с «Сюрианска Кербуран» и проведя на поле 72 минуты. В общей сложности за два сезона, проведённых в команде, Сэлмон принял участие в 40 матчах, в которых сумел отличиться 9 раз.
11 февраля 2019 года перешёл в «Карлслунд», подписав с клубом контракт. В его составе дебютировал 6 апреля в домашней встрече с «Сильвией». 30 мая того же года забил первый мяч за новый клуб, поразив ворота «Умео».
13 августа 2020 года стал игроком «Вестероса», заключив соглашение с клубом, рассчитанное на два с половиной года. Первую игру в составе нового клуба в Суперэттане провёл 26 сентября против «Йёнчёпингс Сёдры», появившись на поле на 70-й минуте вместо Йеспера Флорена. Вместе с командой в розыгрыше кубка Швеции сезона 2020/21 дошёл до полуфинала турнира, где уступил «Хеккену» со счётом 0:3.
В июле 2021 года перешёл в «Дегерфорс». 17 июля дебютировал в чемпионате Швеции в матче с «Мальмё», заменив в середине второго тайма Кристоса Гравиуса.
В 2024 году перешёл в норвежский «Эгерсунн».

## Карьера в сборной
В августе 2021 года впервые был вызван в национальную сборную Либерии на отборочные матчи к чемпионату мира 2022 года со сборными Нигерии и ЦАР. Дебютировал в её составе 6 сентября 2021 года в гостевой встрече со Центрально-Африканской республикой, отыграв первый тайм матча.

## Клубная статистика
| Выступление      | Выступление      | Выступление      | Лига | Лига | Кубки | Кубки | Конт. кубки | Конт. кубки | Итого | Итого |
| Клуб             | Лига             | Сезон            | Игры | Голы | Игры  | Голы  | Игры        | Голы        | Игры  | Голы  |
| ---------------- | ---------------- | ---------------- | ---- | ---- | ----- | ----- | ----------- | ----------- | ----- | ----- |
| Эскильстуна Сити | Дивизион 2       | 2017             | 17   | 0    | 0     | 0     | 0           | 0           | 17    | 0     |
| Эскильстуна Сити | Дивизион 2       | 2018             | 23   | 9    | 0     | 0     | 0           | 0           | 23    | 9     |
| Эскильстуна Сити | Итого            | Итого            | 40   | 9    | 0     | 0     | 0           | 0           | 40    | 9     |
| Карлслунд        | Дивизион 1       | 2019             | 29   | 5    | 0     | 0     | 0           | 0           | 29    | 5     |
| Карлслунд        | Дивизион 1       | 2020             | 10   | 0    | 1     | 0     | 0           | 0           | 11    | 0     |
| Карлслунд        | Итого            | Итого            | 39   | 5    | 1     | 0     | 0           | 0           | 40    | 5     |
| Вестерос         | Суперэттан       | 2020             | 7    | 1    | 1     | 1     | 0           | 0           | 8     | 2     |
| Вестерос         | Суперэттан       | 2021             | 9    | 0    | 3     | 1     | 0           | 0           | 12    | 1     |
| Вестерос         | Итого            | Итого            | 16   | 1    | 4     | 2     | 0           | 0           | 20    | 3     |
| Дегерфорс        | Алльсвенскан     | 2021             | 8    | 0    | 1     | 0     | 0           | 0           | 9     | 0     |
| Дегерфорс        | Итого            | Итого            | 8    | 0    | 1     | 0     | 0           | 0           | 9     | 0     |
| Всего за карьеру | Всего за карьеру | Всего за карьеру | 103  | 15   | 6     | 2     | 0           | 0           | 109   | 17    |

## Статистика в сборной
| Матчи и голы Джастина Сэлмона за национальную сборную Либерии | Матчи и голы Джастина Сэлмона за национальную сборную Либерии | Матчи и голы Джастина Сэлмона за национальную сборную Либерии | Матчи и голы Джастина Сэлмона за национальную сборную Либерии | Матчи и голы Джастина Сэлмона за национальную сборную Либерии | Матчи и голы Джастина Сэлмона за национальную сборную Либерии |
| №                                                             | Дата                                                          | Оппонент                                                      | Счёт                                                          | Голы                                                          | Соревнование                                                  |
| ------------------------------------------------------------- | ------------------------------------------------------------- | ------------------------------------------------------------- | ------------------------------------------------------------- | ------------------------------------------------------------- | ------------------------------------------------------------- |
| 1                                                             | 6 сентября 2021                                               | ЦАР                                                           | 1:0                                                           | 0                                                             | Отборочные матчи Чемпионата мира 2022                         |
| 2                                                             | 16 ноября 2021                                                | ЦАР                                                           | 3:1                                                           | 0                                                             | Отборочные матчи Чемпионата мира 2022                         |

Итого:2 матча и 0 голов; 2 победы, 0 ничьих, 0 поражений.